# Лусашох
Лусашох (арм. Լուսաշող) — село в Араратской области Армении. Основано в 1831 году. Своё современное название получило 25 января 1978 года.

## География
Село расположено в восточной части марза, на берегу одного из притоков реки Веди, при автодороге , на расстоянии 48 километров к востоку-юго-востоку (ESE) от города Арташат, административного центра области. Абсолютная высота — 2000 метров над уровнем моря.
Климат
Климат характеризуется как умеренно холодный, влажный (Dfb в классификации климатов Кёппена).

## Население
По данным «Сборника сведений о Кавказе» за 1880 год в селе Карахач Эриванского уезда по сведениям 1873 года был 31 азербайджанский и 29 армянских дворов, проживало 324 азербайджанца (указаны как «татары»), которые были шиитами, и 276 армян.
По данным Кавказского календаря на 1912 год, в селе Карахач Эриванского уезда проживало 858 человек, в основном армян.
| Год переписи | Население          | Население          | Население          | Население            | Население            | Население            |
| Год переписи | Наличное население | Наличное население | Наличное население | Постоянное население | Постоянное население | Постоянное население |
| Год переписи | Всего              | Мужчины            | Женщины            | Всего                | Мужчины              | Женщины              |
| ------------ | ------------------ | ------------------ | ------------------ | -------------------- | -------------------- | -------------------- |
| 2001         | 573                | 292                | 281                | 601                  | 306                  | 295                  |
| 2011         | 491                | 256                | 235                | 478                  | 253                  | 225                  |

| Год  | Численность | Численность |
| ---- | ----------- | ----------- |
| 1831 | 94          | [ 11 ]      |
| 1873 | 600         | [ 12 ]      |
| 1897 | 1005        | [ 11 ]      |
| 1926 | 289         | [ 11 ]      |
| 1939 | 598         | [ 11 ]      |
| 1959 | 371         | [ 11 ]      |
| 1970 | 432         | [ 11 ]      |
| 1979 | 419         | [ 11 ]      |
| 1989 | 493         | [ 13 ]      |
| 2001 | 601         | [ 11 ]      |
| 2011 | 478         | [ 14 ]      |